# 繆培南
繆 培南（ぼく ばいなん）は中華民国の軍人。粤軍（広東軍）出身で、国民革命軍の有力指揮官となる。字は経成。別号は育群。

## 事跡

### 粤軍での台頭
清末は学問分野で順調に進学していたが、1912年（民国元年）に広東（黄埔）陸軍小学第6期に入学した。同期には、葉挺、張発奎、李漢魂がいる。1914年（民国3年）冬に卒業し、葉・李らとともに武昌陸軍第2予備学堂に進学した。1916年（民国5年）冬、卒業し、翌年に保定陸軍軍官学校に入り、第6期歩兵科で学ぶ。
1918年（民国7年）に卒業し、当初は山東省で北京政府の軍務に就いた。しかし1920年（民国9年）10月、孫文（孫中山）が樹立した広州軍政府に転じるために広東省に戻る。翌年、繆は粤軍第1師に配属され、また、孫が非常大総統となった際に設立された警衛団に選抜されている。以後、陳炯明討伐の東征等で活躍し、1925年（民国14年）9月、国民革命軍第4軍（粤軍第1師を改編したもの）軍部上校副官に任ぜられた。11月には、第4軍第12師副官長となっている。
1926年（民国15年）5月、国民革命軍第4軍第12師第35団団長に任ぜられ、北伐に参加した。翌年1月、軍功により第12師副師長に昇進し、師長の任務を代理している。同年7月には第12師師長に正式に任命され、9月には第4軍副軍長兼第12師師長に昇進した。そして12月には、第4軍軍長に任命され、広州政治分会臨時軍事委員会主席団構成員も兼ねている。1927年（民国16年）11月、張発奎が李済深から広東の統治権を奪おうとしてクーデターを起こすと、繆は張に加担した。しかし、李は蔣介石の支援を受け、李を支持する陳銘枢らの部隊に繆は大敗を喫してしまう。結局、繆は蔣に事実上降伏し、再び北伐に参加した。

### 両広事変で失脚
北伐完了後の1928年（民国17年）8月、軍縮措置に伴い、第4軍は第4師に縮編され、繆培南が引き続き師長をつとめた。しかし同年10月から病気療養のため、いったん軍職を離れて香港に赴いている。
1930年（民国19年）11月、陳済棠の招聘に応じ、討逆軍第8路総指揮部総参議として復帰した。翌年5月、蔣介石に反発する汪兆銘・陳らが西南派が広州国民政府を組織すると、繆もこれに加わり、第1集団軍参謀長に任ぜられている。12月、満州事変勃発に伴う大同団結により両国民政府が再合流すると、繆は中国国民党第4期中央候補監察委員に選出された。翌年1月、軍事委員会西南分会委員となっている。1935年（民国24年）11月、国民党第5期中央執行委員（後の第6期でも同様）に選出された。
1936年（民国25年）1月、陸軍中将に任ぜられる。同年6月、陳済棠が反蔣介石の両広事変を起こすと、繆培南もこれに従い、抗日救国軍第5軍軍長兼広東第3軍区司令官に任ぜられた。しかし、余漢謀・李漢魂らが陳・繆に追随せず、敗北に終わり下野した。

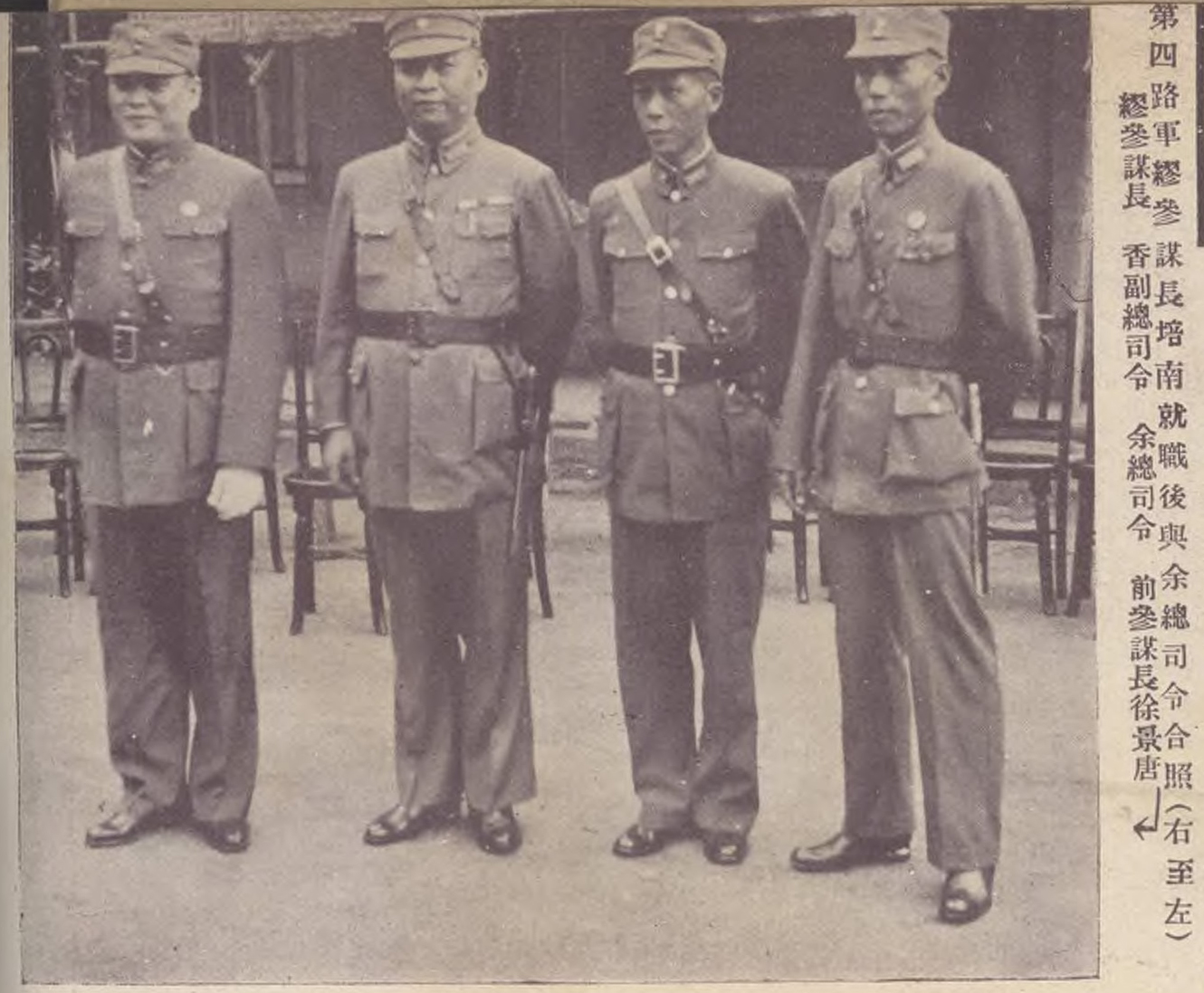

### 日中戦争、晩年
日中戦争勃発後、繆培南は第4路軍参謀長兼広州警備司令として復帰した。しかし第4路軍総司令余漢謀と不和になったため、1938年（民国27年）1月、早くも辞任して香港や故郷の五華県に閑居している。1939年（民国29年）6月、第9集団軍副総司令として復帰し、秋には第65軍軍長も兼任した。翌年3月、第65軍軍長を辞任し、粤閩辺区副総指揮となる。7月、第9集団軍総司令に昇進した。
1941年（民国30年）5月、軍事委員会中将高級参謀に異動している。1944年（民国33年）11月、広東綏靖公署副主任に任ぜられた。日中戦争終結後は、聯勤総司令部第3補給区司令に任ぜられる。1948年（民国37年）8月、広州綏靖公署副主任となるが、翌年6月に辞任した。以後、一家で香港に移住している。
1970年5月9日、香港九龍にて死去。享年76（満75歳）。